# KVV HO Molenbeersel

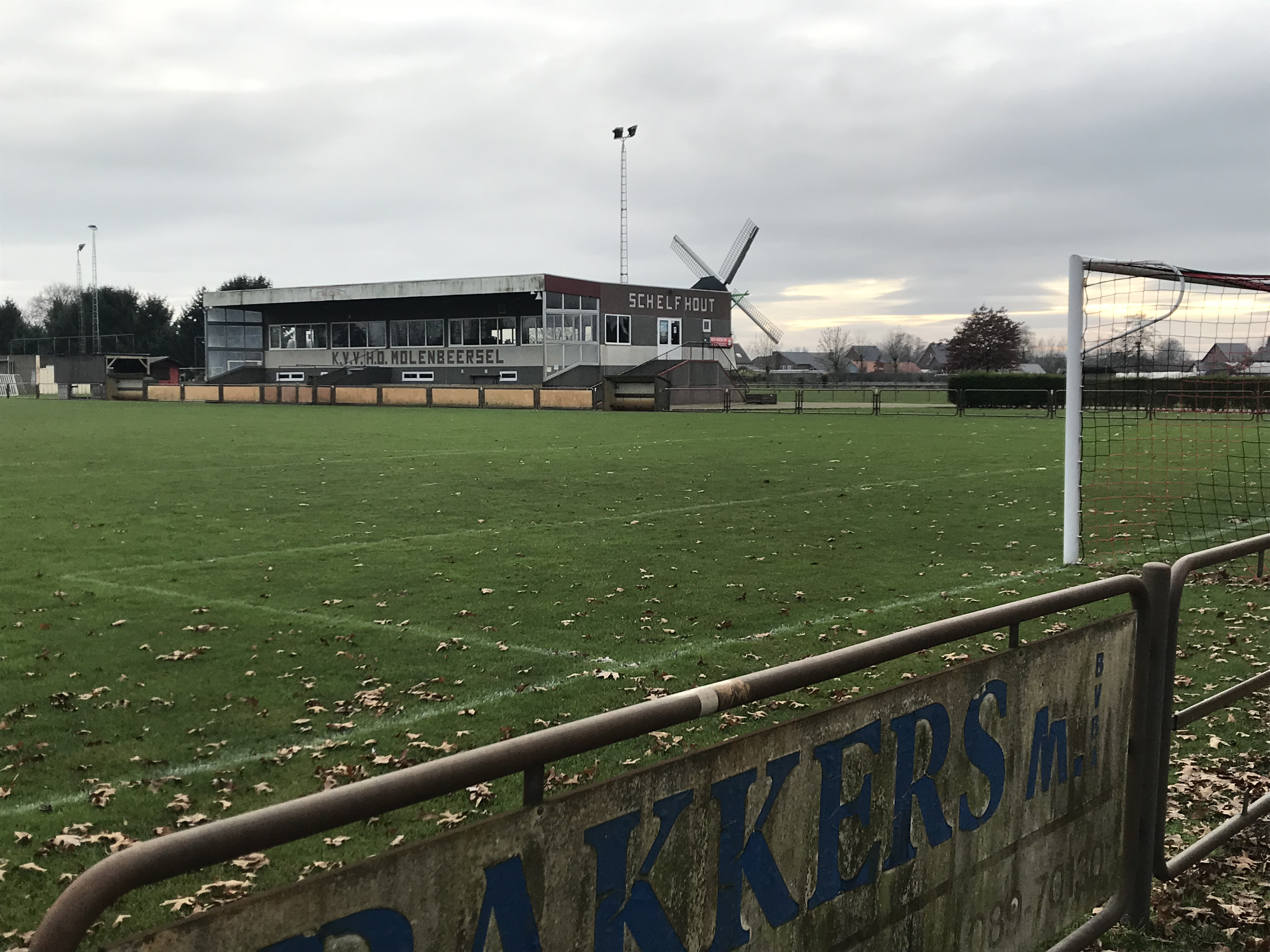
Stadion van KVV HO Molenbeersel aan de Truyenstraat in Molenbeersel.

KVV Hoger-Op Molenbeersel is een Belgische voetbalclub uit Molenbeersel. De club is bij de KBVB aangesloten met stamnummer 2762 en heeft rood en zwart als kleuren.

## Geschiedenis
HO Molenbeersel werd in 1939 opgericht als Voetbalvereeniging Hooger-Op Molenbeersel. Bij de oprichting werd voor paars en wit als clubkleuren gekozen. In de volgende zeven jaren zou nog vijf maal van kleuren worden veranderd tot men in 1948 definitief voor rood en zwart koos.
Molenbeersel nam vanaf het seizoen 1942-1943 aan de competitie van de provincie Limburg deel. Aanvankelijk in Tweede Gewestelijke, vanaf 1946 in Derde Provinciale. Daar speelde men tot 1978 toen de club als tweede eindigde na kampioen Bokrijk in Derde Provinciale C en naar Tweede Provinciale mocht.
Twaalf seizoenen zou Hoger-Op op het tweede provinciale niveau aantreden, de beste prestaties waren in 1986 en 1988 toen telkens een derde plaats werd behaald.
In 1990 degradeerde Molenbeersel naar Derde Provinciale en twee jaar later moest Hoger-Op naar Vierde Provinciale. In 1995 volgde de terugkeer naar het derde provinciale niveau, in 2001 mocht nog één seizoen van Tweede Provinciale worden geproefd, maar toen ging het weer bergaf.
In 2008 belandde de club opnieuw in Vierde Provinciale, in 2018 promoveerde men opnieuw naar Derde Provinciale, maar moest onmiddellijk terug naar de laagste afdeling.